# Berinovac-Grebašnik (arheološko nalazište)
Berinovac-Grebašnik je arheološko nalazište na području zaseoka Zovko u Berinovcu, Lokvičići.

## Opis
Vrijeme nastanka je 15. i 16. stoljeće. Arheološki lokalitet "Berinovac-Grebašnik" nalazi se na području zaseoka Zovko u Berinovcu, sjeverno od ceste Cista – Imotski. Radi se o većem srednjovjekovnom groblju sa stećcima koje se nalaze na terasama. Vidljivo je 30 stećaka. Repertoar ukrasnih motiva sličan je kao i na ostalim stećcima ovoga kraja: rozete, polumjeseci, križevi, spirale, stilizirane vitice, ljudske figure povezane u kolu, prikazi lovca konjanika, te jelena. Nije bilo sustavnih arheoloških istraživanja, pa bi ista mogla ispitati mogućnost postojanja stećaka u okolnim suhozidima i pod zemljom.

## Zaštita
Pod oznakom Z-5553 zavedeno je kao nepokretno kulturno dobro – pojedinačno, pravna statusa zaštićena kulturnog dobra, klasificirano kao "arheološka baština".